# لوكهيد نموذج 18 لودستار
لوكهيد نموذج 18 النجم القطبي  (بالإنجليزية: Lockheed Model 18 Lodestar)‏ هي طائرة ركاب أحادية السطح وبمحركين. أنتجت في الولايات المتحدة. من صناعة شركة لوكهيد. كان أول طيران لها في سبتمبر 21, 1939. دخلت الخدمة في مارس 30, 1940، صنع منها 625 طائرة.